# Sargus cupraria
Sargus cupraria is een vliegensoort uit de familie Stratiomyidae. De wetenschappelijke naam werd gepubliceerd in 1758 door Carl Linnaeus in de tiende editie van Systema naturae.